# László Kamuti
László Kamuti (Budapest, 13 gennaio 1940 – 27 agosto 2020) è stato uno schermidore ungherese, specializzato nel fioretto. È stato vincitore di quattro medaglie d'argento ai campionati mondiali di scherma.
Era fratello di Jenő Kamuti.